# Chunichi Shimbun
Chunichi Shimbun (中日新聞, Chūnichi Shinbun) é um jornal diário em formato standard publicado em Aichi e nas regiões vizinhas por Chunichi Shimbun Co., Ltd (株式会社中日新聞社, Kabushiki-gaisha Chūnichi Shinbunsha). O grupo Chunichi Shimbun também publica os jornais Tokyo Shimbun, Chunichi Sports, e Tokyo Chunichi Sports.

## História
O jornal era conhecido anteriormente como Nagoya Shimbun. Entre os anos de 1936 e 1940, foi proprietário da equipa Nagoya Kinko da Liga Japonesa de Basebol. O jornal adquiriu o Chubu Nihon (conhecido actualmente como Chunichi Dragons) em 1946.